# Марта Мольфар
Наталія Петрівна Лук'янець, більш відома під псевдонімом Марта Мольфар, раніше Наталія Валевська — українська акторка дубляжу, дикторка, телерадіоведуча, сценаристка і громадська діячка, ведуча програм в ефірі UA: Українське радіо та телеканалу Київ, співзасновниця Київської творчої спілки акторів-дикторів. Входить в трійку найпопулярніших голосів української реклами. Студія Disney відзначила голос Марти, як «найніжніший і найжіночніший» український голос після дубляжу ролі Глінди в блокбастері Оз: Великий та Могутній.

## Біографія
Журналістка, згодом радіожурналістка, з 1997 по 2003 рік авторка та ведуча головних ранкових шоу на радіостанціях Зет, Радіо великого міста та Наше радіо, телеведуча програми Перша експедиція (телеканал Інтер). З 2004 по 2013 очолювала радіостанції Радіо великого міста, Ретро ФМ Україна та Nostalgie як програмний директор. До 2014 використовувала псевдонім Наталія Валевська, який змінила через плутанину із співачкою Наталією Валевською. З 2013 по 2017 вже під псевдонімом Марта Мольфар авторка та ведуча культурно-освітніх проєктів в ефірі Радіо Вісті Україна. З 2019 ведуча UA: Українське радіо (програма Нічна вахта) та телеканалу Київ (програми Блог по-київськи: Про що мовчить жінка та 3х4). До 25-ї річниці Конституції України разом з Євгеном Лесним за підтримки Українського культурного фонду реалізувала освітній проєкт Цікава конституція, який в доступній формі ознайомлює громадян з основним законом України.
В 2008 році закінчила сценарну майтерню Олександра Мітти та як сценаристка дебютувала авторським фільмом Ілона, який було відзначено бронзовою медаллю 72-го міжнародного кінофестивалю UNICA, є співавторкою серіалів Опер за викликом (телеканал 1+1) та Карпатський рейнджер (телеканал 2+2).
За фахом викладач, починала свою кар'єру в Київському ліцеї № 38, де викладала авторські курси Поетика та Світова література за власними програмами, затвердженими Міністерством освіти і науки України. З 2018 працює як медіа-тренерка та консультантка з ораторських та комунікативних навичок, ведення прямих ефірів та спілкування зі ЗМІ. В період з 2018 по 2020 послугами Марти користалися, зокрема, жіноча спільнота WE ARE та Верховна Рада України.

## Фільмографія

### Акторка дубляжу
- Історія Девіда Коперфілда (2020),
- Капітан Марвел (2019),
- Зоряні війни: Скайвокер. Сходження (2019),
- Монстри на канікулах 3 (2018),
- Веном (2018),
- Попелюшка (2015),
- Монстри на канікулах 2 (2015),
- Оз: Великий та Могутній (2013),
- Дівчина з тату дракона (2011),
- Привиди колишніх подружок (2009),
- Сімнадцять миттєвостей весни (2008),
- Гола правда (2009),
- 12 раундів (2009),
- 27 весіль (2008).

### Акторка озвучування
- Небезпечна зона (2019), анімаційний серіал,
- Місто, в якому не ходять гроші (2018),
- Ілона (2009).

### Сценаристка
- Карпатський рейнджер (2020), серіал,
- Опер за викликом (2018), серіал,
- Заряджені (2017), серіал,
- Мрії з пластеліну (2012),
- Щоденник звуків (2012),
- Ілона (2009).

## Озвучування реклами
Починаючи з популярної в 2000-ті реклами Маккофе Стронг «Сильно хочешь? Сильный получишь», в якій знявся гурт Грін Грей, в різні роки Марта Мольфар розділяла трійку найбільш популярних жіночих голосів української реклами з Ніною Касторф, Інною Капінос, Наталією Романько, Тетяною Пиріжок та Катериною Сергеєвою.
Культові фрази української реклами, які звучать голосом Марти Мольфар:
Баунті — райська насолода…
Лореаль Париж. Адже ти цього варта.

## Україна 1997—2020: Дивись. Згадуй. Відчувай

Обкладинка книги «Україна 1997—2020: Дивись. Згадуй. Відчувай»

В 2020 як авторка за підтримки компанії Київстар та Гоголь фундації видала книгу «Україна 1997—2020: Дивись. Згадуй. Відчувай», яка була номінована на X-RAY Marketing Awards..

Видання вийшло друком у Київському видавництві «Майстер книг» накладом 3600 примірників і обсягом 239 сторінок.
Містить 162 фотографії, а також текстові матеріали українською і англійською мовами, містить спогади та історичні факти, що стосуються політики, економіки, суспільства, видатних українців, спорту, моди, культури України, а також яскраві сторінки з життя компанії «Київстар», яка розпочала свою діяльність саме в 1997.

### Відзнаки
В березні 2021 видання здобуло переможну відзнаку RAY Marketing у номінації «Офлайн-кампанія».